# Fiumicello (rijeka)
Fiumicello je rijeka na Apeninskom poluotoku. Izvire u San Marinu, teče na istok do talijanske granice. Lijeva je pritoka Marana.